# جون راي (مستكشف)
جون راي (بالإنجليزية: John Rae) عاش بين (30 سبتمبر 1813 – 22 يوليو 1893) كان طبيب اسكتلندي قام بإستكشاف شمال كندا، و الأجزاء التي شملتها الدراسة الاستقصائية للممر الشمالي الغربي، والإبلاغ عن مصير الرحلة الاستكشافية فرانكلين. بين عام 1846 – 1847 استكشف خليج بوتيا شمال غرب خليج هدسون. و بين عام 1848 – 1851 اكتشف ساحل القطب الشمالي بالقرب من جزيرة فيكتوريا. في عام 1854 من بوتيا ذهب إلى ساحل القطب الشمالي، و كان ماهر في الصيد و المناولة القارب، و القدرة على السفر لمسافات طويلة مع القليل من المعدات و بأساليب بدائية.

## روابط خارجية
- جون راي على موقع الموسوعة البريطانية (الإنجليزية)